# Go Fish
Go Fish (no Brasil, O Par Perfeito) é um filme independente estadunidense de 1994 que une drama, romance e comédia, celebrando a cultura de mulheres que se relacionam com mulheres (e às vezes não exclusivamente) em todos os níveis, tendo sido feito por lésbicas e para lésbicas. Foi dirigido por Rose Troche e escrito por Troche e Guinevere Turner. Estrelado por Turner e V.S. Brodie, estreou no Festival Internacional de Cinema de Berlim e venceu o Teddy Award de melhor filme.
Considerado um dos representantes do cinema feito por diretoras lésbicas, o filme aborda a dinâmica de círculos de amizades lésbicas e os conflitos que surgem dentro deles. Por esse motivo, as personagens apresentam mais complexidade e autenticidade ao protagonizarem situações típicas da vivência amorosa de mulheres lésbicas.

## Elenco
- Guinevere Turner - Camille 'Max' West
- V.S. Brodie - Ely
- T. Wendy McMillan - Kia
- Anastasia Sharp - Daria
- Migdalia Melendez - Evy
- Scout - Cabeleireiro
- Dave Troche - Junior